# اندیس آنومالی شمال باش قشلاق
آنومالی شمال باش قشلاق یک اندیس فلزی است که در حوالی شهر تکاب استان کردستان قرار دارد و مادهٔ معدنی موجود در آن، طلا است.  